# 北伊豆地震

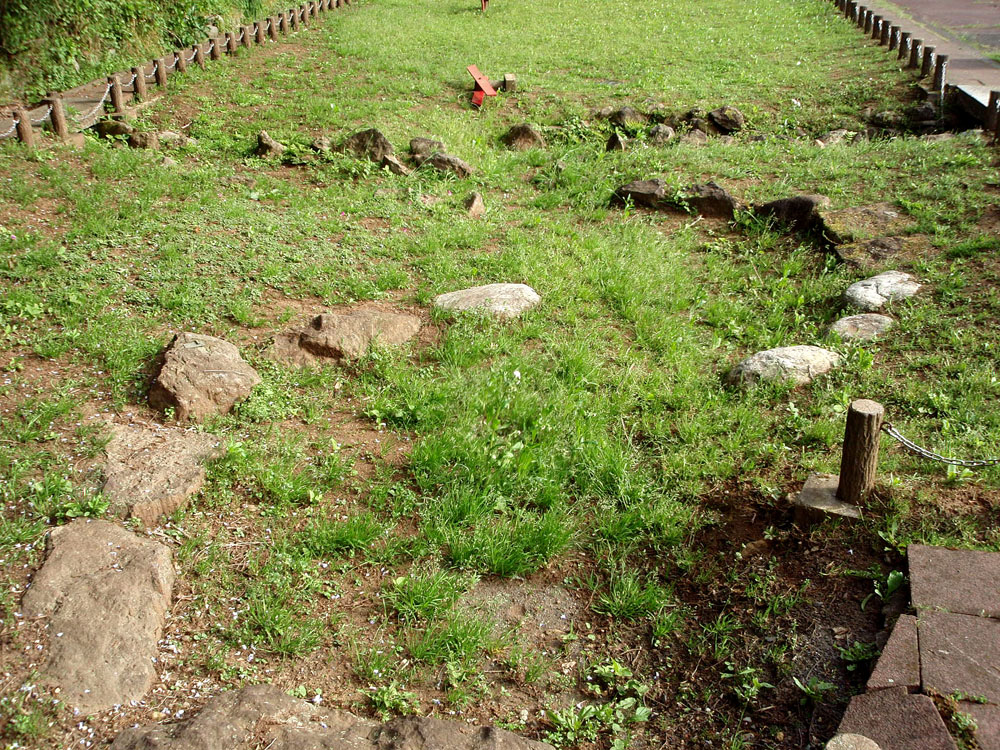
丹那断層

北伊豆地震是指1930年11月26日4时2分（日本時間）发生于日本静岡縣的一场地震。该次地震震中位于35°00′N 139°00′E / 35.0°N 139.0°E，震级为Mj7.3級 （Mw6.9级），震源深度约1千米，最大震度6。

## 傷亡
- 死者272人
- 傷者572人